# 河北雄安新区中级人民法院
河北雄安新区中级人民法院是中华人民共和国在雄安新区设立的中级人民法院，2019年1月10日挂牌成立，院长为刘光辉。
河北雄安新区中级人民法院是根据2018年10月修订的《中华人民共和国人民法院组织法》在省、自治区内按地区设立的中级人民法院。河北雄安新区中级人民法院是目前唯一一个设在非实际行政区划的国家级新区的中级人民法院，除河北雄安新区以外的其他新区的基层人民法院均按行政区划隶属于相应的中级人民法院。国家行政学院教授许耀桐认为，河北雄安新区中级人民法院的设立意味着雄安新区可能将来会过渡为河北省所下辖的行政区，这是为将来做行政架构方面的准备。

## 历史
2018年11月23日，河北省第十三届人大常委会第七次会议通过《河北省人民代表大会常务委员会关于河北雄安新区中级人民法院和河北省人民检察院雄安新区分院人事任免暂行办法》。根据此规定，雄安新区中院院长由主任会议提名，省人大常委会决定任命，提请任命中院院长时，提名人需向省人大常委会作出说明；副院长、审判委员会委员、庭长、副庭长、审判员由河北省高级人民法院院长提名，省人大常委会任命。
12月17日，最高人民法院审判委员会全体会议通过《关于河北雄安新区中级人民法院及所辖基层人民法院案件管辖问题的批复》。此前，中央机构编制委员会办公室曾下发《中央编办关于设立河北雄安新区中级人民法院和河北省人民检察院雄安新区分院的批复》。
2019年1月4日，河北省人大常委会宣布任命刘光辉为河北雄安新区中级人民法院院长、审判委员会委员、审判员。1月10日，河北雄安新区中级人民法院挂牌成立。